# DAX

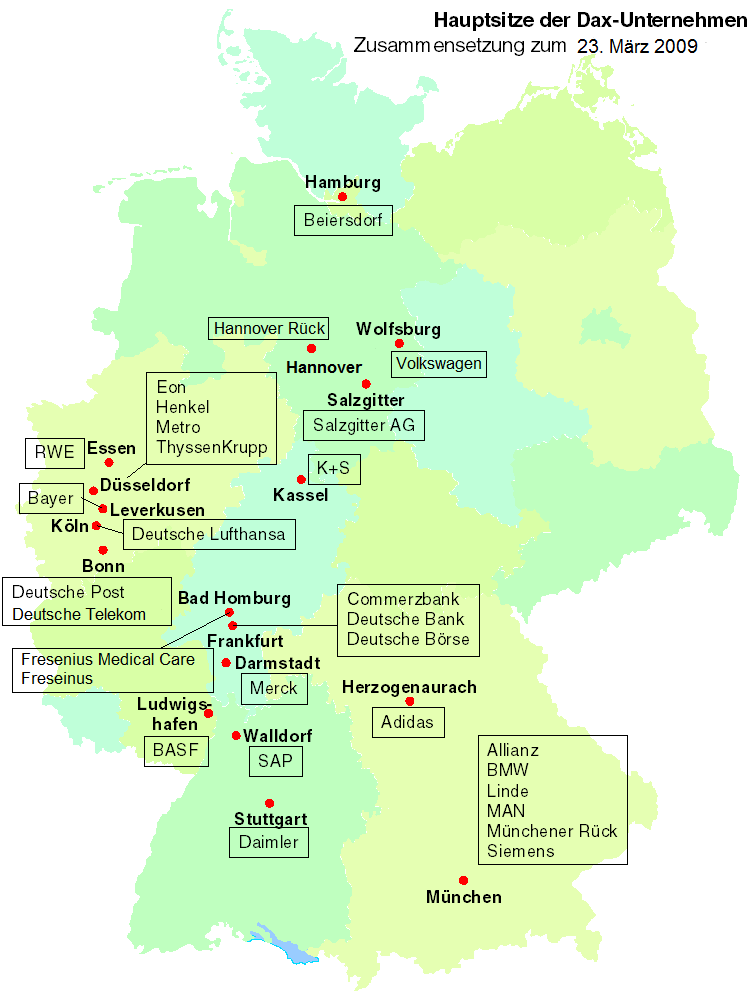
Mapa sídel společností zařazených na indexu DAX v březnu 2009

DAX (německy Deutscher Aktienindex) je německý burzovní index (akciový index) Frankfurtské burzy. Do indexu se započítávají průběžné ceny akcií vybraných 40 nejvýznamnějších německých společností ze segmentu blue chips obchodovaných na Frankfurtské burze cenných papírů.

## Charakteristika indexu DAX
Index DAX se počítá od 30. prosince 1987, kdy byla jeho počáteční hodnota stanovena na 1000 bodů. Původně se jednalo o index, který reprezentoval pouze 30 společností, od 20. září 2021 ale index reprezentuje již 40 společností. Vzhledem k malému výběru společností nemusí nutně reprezentovat vitalitu německé ekonomiky jako celku. Jedná se o největší a nejdůležitější evropský index.
Akciové společnosti jsou do indexu vybírány dle objemů a tržní kapitalizace na bázi free-float (akcie volně obchodovatelné na burze). K jejich obměně dochází jednou ročně, kdy maximálně dvě nejmenší společnosti podle objemu obchodovatelného tržního kapitálu uvolní místo maximálně dvěma společnostem z druhého významného segmentu akciových společností na Frankfurtské burze s názvem M-DAX. Tržní kapitalizace těchto společností musela být jak v průběhu uplynulého roku, tak k určitému datu vyšší než kapitalizace některých společností z indexu DAX.
Vstupní údaje pro výpočet hodnoty indexu DAX se čerpají z tržních kurzů akcií z elektronického obchodování (systém Exchange Electronic Trading) XETRA. DAX index je německou obdobou amerického indexu Dow Jones Industrial Average nebo britského indexu FSTE 100.
Index tvoří přibližně 75 % celkové hodnoty Frankfurtské burzy. Mezi jeho stálice patří firmy Allianz, Bayer, BASF a další giganti.

## Obchodování s indexem DAX
Tento index patří mezi nejvíce obchodované indexy na světě. Samotný DAX je ale pouze ukazatel ekonomiky a obchodovat se nedá. S pomocí CFD, Futures, opcí nebo třeba ETF lez ale spekulovat na vývoj jeho ceny. Jeho průměrný roční výnos od ledna roku 1999 do prosince 2022 je 4,24 %.
Protože patří DAX k nejvolatilnějším indexům v Evropě, láká tedy zejména intradenní obchodníky, kteří touží vydělat na krátkodobých pohybech ceny.

## Přehled společností
Seznam společností v indexu DAX k 21. září 2015:
| Název                  | Odvětví                  | Váha % | (Poslední) vstup   |
| ---------------------- | ------------------------ | ------ | ------------------ |
| Adidas                 | Oděvnictví               | 1,85   | 22. června 1998    |
| Allianz                | Pojišťovnictví           | 7,82   | 1. července 1988   |
| BASF                   | Chemický                 | 7,77   | 1. července 1988   |
| Bayer                  | Chemický a farmaceutický | 10,03  | 1. července 1988   |
| Beiersdorf             | Spotřební zboží          | 0,91   | 22. prosince 2008  |
| BMW                    | Automobilový             | 3,46   | 1. července 1988   |
| Commerzbank            | Bankovnictví             | 1,29   | 1. července 1988   |
| Continental            | Automobilový             | 2,61   | 24. září 2012      |
| Daimler                | Automobilový             | 9,06   | 21. prosince 1998  |
| Deutsche Bank          | Bankovnictví             | 4,11   | 1. července 1988   |
| Deutsche Börse         | Burza                    | 1,76   | 23. prosince 2002  |
| Deutsche Post          | Doprava                  | 2,85   | 19. března 2001    |
| Deutsche Telekom       | Telekomunikace           | 6,13   | 18. listopadu 1996 |
| E.ON                   | Energetika               | 1,89   | 19. června 2000    |
| Fresenius Medical Care | Zdravotnictví            | 1,92   | 20. září 1999      |
| Fresenius              | Zdravotnictví            | 3,22   | 23. března 2009    |
| HeidelbergCement       | Stavebnictví             | 1,15   | 21. června 2010    |
| Henkel                 | Spotřební zboží          | 1,96   | 1. července 1988   |
| Infineon Technologies  | Technologický            | 1,38   | 21. září 2009      |
| K+S                    | Chemický                 | 0,80   | 22. září 2008      |
| Linde                  | Chemický                 | 3,14   | 1. července 1988   |
| Lufthansa              | Letecká doprava          | 0,68   | 1. července 1988   |
| Merck                  | Chemie a farmacie        | 1,31   | 18. června 2007    |
| Munich Re              | Pojišťovnictví           | 3,03   | 23. září 1996      |
| RWE                    | Energetika               | 0,66   | 1. července 1988   |
| SAP                    | Software                 | 6,62   | 18. září 1995      |
| Siemens                | Elektrotechnika          | 7,93   | 1. července 1988   |
| ThyssenKrupp           | Ocelářství               | 0,94   | 25. března 1999    |
| Volkswagen             | Automobilový             | 3,21   | 1. července 1988   |
| Vonovia                | Nemovitosti              |        | 21. září 2015      |

## Rozšíření indexu DAX
S platností od 20. září 2021 byl index DAX rozšířen o 10 dalších společností. Do indexu přibyly společnosti: Airbus, Brenntag, HelloFresh, Porsche, Puma, Qiagen, Sartorius, Siemens Healthineers, Symrise, Zalando.